# Eugen Wohlhaupter
Eugen Wohlhaupter (* 7. September 1900 in Unterwiesenbach; † 23. Dezember 1946 in Tönsheide) war ein deutscher Rechtshistoriker. Seine Arbeitsgebiete waren die frühmittelalterliche Rechtsgeschichte Bayerns, altspanische Rechtsgeschichte, Kirchenrecht, Rechtliche Volkskunde und die Rechtsgeschichte Schleswig-Holsteins. Postum erschien sein Werk über die „Dichterjuristen“. Während des Nationalsozialismus bekannte er sich nicht zuletzt aus Karrieregründen zum neuen Staat, erhielt aber keinen ordentlichen Lehrstuhl.

## Leben und Wirken
Eugen Wohlhaupter wollte eigentlich Arzt werden, entschied sich aber für ein Studium der Rechtswissenschaft, um in den Genuss eines Stipendiums der Stiftung Maximilianeum zu kommen. Sein Referendarsexamen bestand er 1924. Er trat in den bayerischen Vorbereitungsdienst ein. Im Jahr 1925 wurde er über das Aequitas canonica (kanonische Billigkeit) promoviert. Er wurde Assistent von Konrad Beyerle. Nach seinem Assessorexamen 1927 habilitierte er sich 1929 in München über Hoch- und Niedergericht in der mittelalterlichen Gerichtsverfassung Bayerns. Als Stipendiat der Görres-Gesellschaft arbeitete er zwischen 1929 und 1931 zeitweise in Spanien. Er galt als Experte für neuere Rechtsgeschichte und Kirchenrecht. Politisch stand der katholisch geprägte Wohlhaupter vor der Bayerischen Volkspartei (BVP) nahe, der er 1931 beigetreten war.
Aus Karrieregründen trat Wohlhaupter 1933 in den NS-Rechtswahrerbund und in die Nationalsozialistische Volkswohlfahrt (NSV) ein. allerdings nicht in den NS-Dozentenbund ein. Im Mai 1937 wurde er auch Mitglied der Nationalsozialistischen Deutschen Arbeiterpartei (NSDAP). Er wurde von Kollegen angefeindet und bekannte sich zum Nationalsozialismus. Gleichwohl erhielt er keine ordentliche Professur. Im Sommersemester 1934 vertrat er einen Lehrstuhl in Greifswald und ab dem Wintersemester 1934/35 den Lehrstuhl Karl August Eckhardts an der Universität Kiel. Damit arbeitete er an der sogenannten „Stoßtruppfakultät.“ Ab April 1935 war er nicht-beamteter außerordentlicher Professor und ab November 1940 außerplanmäßiger Professor für Deutsches Recht. 1943/44 vertrat er wieder eine ordentliche Professur und wurde im  Mai 1944 planmäßiger, außerordentlicher Professor. Nur ab diesem Zeitpunkt war Wohlhaupter Mitglied der Kieler rechtswissenschaftlichen Fakultät. Gegen die Berufung auf einen Lehrstuhl hatten zuvor die Partei-Kanzlei und das „Hauptamt Wissenschaft“ im Amt Rosenberg Einspruch eingelegt.
Auf Anordnung der britischen Besatzungsmacht wurde Wohlhaupter im Juli 1945 aus dem öffentlichen Dienst entlassen. Am 30. Dezember 1946 gab die Militärregierung seine Wiedereinsetzung bekannt. Dieser Bescheid wurde aufgrund seines Todes auf den 21. Dezember 1946 zurückdatiert.

## Schriften (Auswahl)
Monographien und Aufsätze
- Aequitas canonica. Eine Studie aus dem kanonischen Recht Studentenhaus, München 1925, (München, Universität, Dissertation, 1925); erweitert: (= Görres-Gesellschaft zur Pflege der Wissenschaften im Katholischen Deutschland. Veröffentlichungen der Sektion für Rechts- und Staatswissenschaft. 56, Paderborn Schöningh 1931) (Internet Archive).
- Hoch- und Niedergericht in der mittelalterlichen Gerichtsverfassung Bayerns (= Deutschrechtliche Beiträge. Bd. 12, Nr. 2). Winter, Heidelberg 1929.
- Studien zur Rechtsgeschichte der Gottes- und Landfrieden in Spanien (= Deutschrechtliche Beiträge. Bd. 14, Nr. 2). Winter, Heidelberg 1933 (Internet Archive).
- Die Bauernbeliebungen Schleswig-Holsteins. In: Kieler Blätter. H. 2/3, 1938, S. 163–185.
- Das Stadtrecht von Friedrichstadt a. Eider (1633). Ein Beitrag zur Geschichte der Rezeption in Schleswig-Holstein. In: Studi di storia e diritto in onore di Enrico Besta per il XL anno del suo insegnamento. Band 2: Storia e Diritto. Giuffré, Mailand 1939, S. 213–233.
- Rechtsquellen Schleswig-Holsteins. Band 1: Geschichte der Rechtsquellen Schleswig-Holstein von den Anfängen bis zum Jahre 1800 (= Veröffentlichungen der Schleswig-Holsteinischen Universitätsgesellschaft. 47, ZDB-ID 503396-2). Wachholtz, Kiel u. a. 1938.
- Die Entfaltung des aragonesischen Landrechts bis zum Código de Huesca (1247). In: Studi di storia e diritto in onore di Carlo Calisse. Band 1: Storia del diritto. Giuffré, Mailand 1940, S. 377–410.
- Die Kerze im Recht (= Forschungen zum deutschen Recht. Bd. 4, H. 1). Böhlau, Weimar 1940.
- Dichterjuristen. Herausgegeben von Horst Gerhard Seifert. 3 Bände. Mohr, Tübingen 1953–1957;

- Band 1: Savigny-Brentano. Savigny-Arnim. Thibaut-Schumann. Goethe. Grillparzer. Kleist. 1953;
- Band 2: Zacharias Werner. E.T.A. Hoffmann. Eichendorff. Uhland. Grabbe. Immermann. Heine. 1955;
- Band 3: Hebbel. Reuter. Storm. Keller. Scheffel. Dahn. Timm Kröger. Juristen als Künstler. 1957.

- Die Rechtsfibel. Deutsches Recht in der Vergangenheit. Bearbeitet von Hermann Baltl. Staackmann, Bamberg 1956.

Herausgeberschaften
- Gesetze der Westgoten (= Germanenrechte. Texte und Übersetzungen. Band 11). Böhlau, Weimar 1936. PDF
- Altspanisch-gotische Rechte (= Germanenrechte. Texte und Übersetzungen. 12). Böhlau, Weimar 1936.